# Dondușeni (arrondissement)
Dondușeni is een arrondissement van Moldavië. De zetel van het arrondissement is Dondușeni. Het arrondissement ligt in het noorden van Moldavië. De communisten kregen hier in 2005 55% van alle stemmen.
De 22 gemeenten, incl. deelgemeenten (localitățile), van Dondușeni:
- Arionești
- Baraboi
- Briceni
- Cernoleuca
- Climăuți
- Corbu
- Crișcăuți
- Dondușeni, met de titel orașul (stad)
- Dondușeni
- Elizavetovca, incl. Boroseni
- Frasin, incl. Caraiman en Codrenii Noi
- Horodiște
- Moșana, incl. Octeabriscoe
- Pivniceni
- Plop
- Pocrovca
- Rediul Mare
- Scăieni
- Sudarca, incl. Braicău
- Țaul
- Teleșeuca, incl. Teleșeuca Nouă
- Tîrnova, incl. Briceva en Elenovca